# Joe Rudi
Joseph Oden Rudi (ur. 7 września 1946) – amerykański baseballista, który występował na pozycji lewozapolowego.
W Major League Baseball zadebiutował w Kansas City Athletics 11 kwietnia 1967. W sezonie 1972 po raz pierwszy zagrał w Meczu Gwiazd, zaliczył najwięcej uderzeń i triple'ów w American League, a w głosowaniu na najbardziej wartościowego zawodnika zajął 2. miejsce za Dickiem Allenem z Chicago White Sox. W latach 1972–1974 Rudi wraz z zespołem Athletics wygrywał World Series. Ponadto jako zawodnik tego klubu trzykrotnie zdobył Złotą Rękawicę. Grał jeszcze w California Angels, Boston Red Sox i ponownie w Oakland Athletics, w którym zakończył zawodniczą karierę.
| Nagroda/wyróżnienie         | Lata             | Źródło |
| 3× All-Star                 | 1972, 1974, 1975 | [ 1 ]  |
| 3× zwycięzca w World Series | 1972, 1973, 1974 | [ 1 ]  |
| 3× Gold Glove Award         | 1974, 1975, 1976 | [ 1 ]  |